# سایگیو
سایگیو (به ژاپنی: 西行 Saigyō)، ساتو نوریکیو (به ژاپنی: 佐藤 義清)؛ 1118 – ۱۱۹۰ (۷۱−۷۲ سال)) شاعر اهل ژاپن در اواخر دوره هی‌آن و اوایل دوره کاماکورا بود.